# Старозагорская епархия
Старозаго́рская епа́рхия (болг. Старозагорска епархия) — епархия Болгарской православной церкви с кафедрой в Старой Загоре и архиерейскими наместничествами в Казанлыке, Чирпане, Новой Загоре, Свиленграде и Харманли.

## История
На основании Болгарского экзархата в 1871 году территория епархии была частью Тырновской епархии. Вопрос создании отдельной епархии был поднят на Первом церковно-народном соборе господином Славовым, но откладывается из уважения к занимавшему Тырновскую кафедру Илариону Макариопольскому. Синод Болгарской православной церкви решил обособить отдельную епархию после Русско-турецкой войны, так как Стара-Загора с окрестностями попала в Восточную Румелию, но принятие решения вновь было отложено, чтобы церковь не была обвинена в работе против объединения Болагрии. Епархия начала организовываться в начале 1886 года архимандритом Максимом (Пеловым).

## Епископы
- Максим (Пелов) (1886—1891) в/у, архимандрит
- Мефодий (Кусев) (14 июля 1896 — 1 ноября 1922)
- Павел (Константинов) (23 марта 1923 — 5 октября 1940)
- Климент (Кинов) (15 декабря 1940 — 13 февраля 1967)
- Панкратий (Дончев) (12 июля 1967 — 18 мая 1992), лишён сана 22 июля 1992 года
- Нестор (Крыстев) (июль 1992—1993) в/у, еп. Смолянский
- Григорий (Стефанов) (1994 — 12 декабря 1995) в/у, митр. Великотырновский
- Панкратий (Дончев) (12 декабря 1995 — 16 июля 1998), второй раз
- Галактион (Табаков) (27 февраля 2000 — 28 сентября 2016)
- Антоний (Михалев) (28 сентября — 11 декабря 2016) в/у, митр. Западноевропейский и Среднеевропейский
- Киприан (Казанджиев) (c 11 декабря 2016)

### вАльтернативном синоде
- Панкратий (Дончев) (18 мая 1992 — 12 декабря 1995), принёс покаяние

## Духовные околии
Разделена на шесть духовных околий (благочиний):
- Старозагорская духовная околия
- Казанлышская духовная околия
- Новозагорская духовная околия
- Свиленградская духовная околия
- Харманлийская духовная околия
- Чирпанская духовная околия

## Монастыри
- Казанлышский монастырь Введения Богородицы (женский; Казанлык)
- Мыглижский монастырь святителя Николая Мирликийского (женский; Мыглиж)
- Чирпанский монастырь святого Афанасия Великого (женский; село Златна-Ливада)
- Монастырь Рождества Христова (мужской; Шипка)